# 吳小莉
吳小莉（英文：Sally Wu，1967年9月7日—），记者、媒體人。生於台灣台北市，現居香港。籍貫浙江紹興市新昌縣。曾被Asiaweek《亞洲新聞週刊》選為“當今中國你應認識的50位人士”之一。辅仁大学大众传播学系毕业 。1988年台灣中華電視公司招考進入華視新聞，擔任記者、主播，從而展開她十多年的新聞工作。
1993年，獲時任衛星電視執行董事的香港著名媒体人甘國亮先生的賞識和邀請，離開華視新聞，正式前往香港加入衛星電視中文台，因此吴小莉一直视甘国亮为恩师伯乐。
1996年3月31日衛星電視改組，鳳凰衛視成立，香港、內地收視範圍改制為鳳凰衛視中文台取代原衛視中文台，並擔任節目主持、新聞主播，直至鳳凰衛視資訊台開播兼任副台長至今。目前为凤凰卫视首席新聞主播。  在鳳凰衛視中文台、鳳凰衛視資訊台播報《時事直通車》，她也在《問答神州》中擔任主持人。

## 經歷
在进入新闻业之前，吴小莉曾短暂担任香港国泰航空公司的空中服務員。   1988年，吴小莉回到台湾，进入華視新聞担任記者和主播，并主持华视儿童节目《小勇士》，并于次年获得华视最佳儿童节目主持人。 
1993年6月30日，吴小莉最后一次坐上華視新聞主播台，以“我是吳小莉，我們後會有期！”结束了在台湾的电视生涯。   同年10月，她受邀前往香港发展，加入衛星電視中文台主持节目《台湾财经眺望》，开始了她在香港的传媒生涯。 1994年，她担任《经济传真》节目主持人，并主持了卫视与澳大利亚、新西兰电视台合作的《电脑号快车》中英文版以及中文版节目，同时还担任香港电台广播节目《普通话通天下》的主持人。  同年1-2月，她还主持了卫视与上海电视台合作的春节特别节目。 1995年9月，吴小莉担任水沙连中秋晚会主持人。1996年3月31日，衛星電視改組，吴小莉留任凤凰卫视中文台，主持综艺和新闻节目，并采访了包括香港特首董建华、中共上海市委书记黄菊在内的多位政商界要人。 1997年6月30日，她主持了凤凰卫视中文台制作的《香港回归世纪报道——60小时播不停》节目。1998年3月17日，吴小莉在北京采访两会期间，因記者會上新任國務院總理朱镕基的一句“你们照顾一下凤凰電視台的吴小莉小姐好不好，我非常喜欢看她的廣播”而迅速走红，成为中国大陸家喻户晓的媒体人。
2001年，吴小莉与同样出生于臺灣的周秉鈞结婚。同年，凤凰卫视资讯台开播，她出任副台长，并继续主持每晚九点的招牌节目《时事直通车》。 2002年，她荣获輔仁大學傑出校友。   2003年1月19日，她在港安醫院剖腹产下第一个女儿。
2007年1月26日，吴小莉以香港居民身份名列廣東省政協委員，这一举动引发了台湾陸委會的处罚，因为她仍然具有中华民国國籍，而根据《台灣地區與大陸地區人民關係條例》，台湾地区人民不得担任大陆地区党务、军事、行政或具政治性机关（构）、团体的职务或成为其成员。  2008年5月2日，在2008年夏季奧林匹克運動會香港區火炬接力中，吴小莉被北京奧組委提名擔任第6路段第101棒火炬手。  2009年3月6日，吴小莉连续第十二年赴北京採訪两会。   同年3月30日，鳳凰衛視搬遷至大埔工業村，吴小莉在凤凰环球新闻中心播报了第一期《時事直通車》。 4月1日，她成为了鳳凰衛視環球新聞中心的宣传片主角。  
2010年1月19日，吴小莉赴台北担任天下雜誌主办的2010年天下經濟論壇“大中華經濟圈的機會與挑戰”论坛司儀。  2012年9月，她受聘为西华大学客座教授，并设立了“吴小莉励志奖学金”。  2013年，吴小莉连任广东省政协委员。  
语言方面，吴小莉略懂粤语。

## 曾主播過或主持過的節目或活動
| 年份                    | 頻道                           | 節目                                             | 備註                             |
| ----------------------- | ------------------------------ | ------------------------------------------------ | -------------------------------- |
| 1988年                  | 华视                           | 华视新闻、《小勇士》                             |                                  |
| 1996年以前（时间待查）  | 卫视中文台                     | 《台湾财经眺望》、《经济传真》、《普通话通天下》 |                                  |
| 1996年時間待查          | 鳳凰衛視中文台                 | 《小莉看時事》                                   |                                  |
| 1996年時間待查          | 鳳凰衛視中文台                 | 《相聚鳳凰台》                                   |                                  |
| 1997年6月30日           | 鳳凰衛視中文台                 | 《香港回归世纪报道——60小时播不停》               | 中午12點，主播群                 |
| 1997年4月1日－至今      | 鳳凰衛視中文台、鳳凰衛視資訊台 | 《時事直通車》                                   | 较少主持                         |
| 時間待查                | 鳳凰衛視中文台                 | 《小莉看世界》                                   |                                  |
| 時間待查                | 鳳凰衛視中文台、衛視中文台     | 《今日看真點》                                   |                                  |
| 時間待查                | 鳳凰衛視中文台                 | 《開卷八分鐘》                                   | 代班主持                         |
| 时间待查－2014年6月27日 | 鳳凰衛視中文台                 | 《文明启示录》                                   |                                  |
| 2007年至今              | 鳳凰衛視中文台、鳳凰衛視資訊台 | 《問答神州》                                     |                                  |
| 2008年5月18日           |                                | 《把愛傳出去》                                   | 赴臺灣主持，為四川大地震災民募款 |
| 2009年8月17日           |                                | 《8.8水災關愛行動》                              | 擔任司儀群之一                   |
| 2009年12月13日          |                                | 《2009年東亞運動會》                             | 擔任閉幕司儀群之一               |
| 2010年至今              | 鳳凰衛視中文台                 | 《2009年度非常榜》                               | 與其他男主持人一同主持           |
| 2013年                  | 浙江卫视                       | 《与卓越同行》                                   | 與商業领袖对话节目               |

## 代言
- 中电通信手机
- 金龙鱼
- 安婕妤
- 维维豆奶
- 白加黑
- 月星集团
- 广州亚运会志愿者形象大使、爱心大使
- 中國聯通

## 政治立場
有評論指出其立場中肯客觀。但也有評論指出吳小莉偏向於中國大陸政府。因為鳳凰衛視的關係，使其在中國大陸廣為人知，頗受歡迎。《解放日報》在採訪吳小莉的文章當中，吳小莉自己也指出自己有「愛國情懷」，遇到報道牽涉中國大陸與華人利益的事件時會更多的突顯出來。

## 媒體專訪
- 遠見雜誌2006年7月號[20]。

## 著作
| 年份   | 書名                                         | 出版社         | ISBN               |
| ------ | -------------------------------------------- | -------------- | ------------------ |
| 1998年 | 《圆人生的梦》（香港版）                     | 明窗           | ISBN 9789629731311 |
| 1999年 | 《足音》（内地版）                           | 华艺出版社     | ISBN 9787801421029 |
| 2000年 | 《放眼世事——小莉看時事》                     | 现代出版社     | ISBN 9787800285226 |
| 2001年 | 《生命20小時》                               | 江苏教育出版社 | ISBN 9787534342103 |
| 2013年 | 《吴小莉：与卓越同行》                       | 四川文藝出版社 | ISBN 9787541137693 |
| 2014年 | 《請問首席執行官：吳小莉訪談卓越華人企業家》 | 天下雜誌       | ISBN 9789862418673 |

## 獎項
| 年份   | 獎項                 |
| ------ | -------------------- |
| 2013年 | 华鼎奖中國最佳女主持 |

## 外部連結
- 凤凰卫视吴小莉个人首页（页面存档备份，存于）
- 吳小莉官方博客
- 凤凰卫视主播吴小莉感激伯乐甘国亮（页面存档备份，存于），（简体中文） 於2010年2月24日查閱
- YouTube上的鳳凰衛視中文台 2009年9月21日播報『時事直通車』片段，於2010年2月12日查閱
- 非凡媒體網《名主播吳小莉回台 49歲外型仍亮麗》，（繁體中文） 於2010年2月3日查閱